# Gądków Mały
Gądków Mały (niem. Klein Gandern) – wieś w Polsce położona w województwie lubuskim, w powiecie sulęcińskim, w gminie Torzym.
W latach 1975–1998 miejscowość administracyjnie należała do województwa zielonogórskiego.
XII wieczne pierwsze wzmianki średniowieczne o miejscowości pochodzą z roku 1350, gdzie w jednym z dokumentów wymieniona jest jako własność Zakonu Rycerskiego Joannitów pod nazwą "Gandekow". W okresie XV i XVI stulecia Gądków Mały był dzierżawiony przez liczne rodziny rycerskie, między innymi przez ród von Ilow, związany bezpośrednio z rejonem torzymskim. W XVII stuleciu majątek stanowił lenno rodziny von Lossow. W XVIII w. dobra przeszły w posiadanie rodziny von Oppen.
W roku 1990 Gądków Mały zamieszkiwało 115 osób.

## Zabytki
Do wojewódzkiego rejestru zabytków wpisane są:
- kościół ewangelicki, obecnie rzymskokatolicki filialny pod wezwaniem Niepokalanego Poczęcia, szachulcowy, z 1780 roku
- dwór, z początku XIX wieku.